# ميترتايش
ميترتايش (بالألمانية: Mitterteich) هي بلدة ألمانية تقع في ألمانيا في Tirschenreuth (district). يقدر عدد سكانها بـ 7,094 نسمة .